# Gibbicepheus fenestralis
Gibbicepheus fenestralis är en kvalsterart som beskrevs av Hammer 1979. Gibbicepheus fenestralis ingår i släktet Gibbicepheus och familjen Carabodidae. Inga underarter finns listade i Catalogue of Life.